# Cryptoblepharus burdeni
Cryptoblepharus burdeni là một loài thằn lằn trong họ Scincidae. Loài này được Dunn mô tả khoa học đầu tiên năm 1927.